# معلم تذكاري

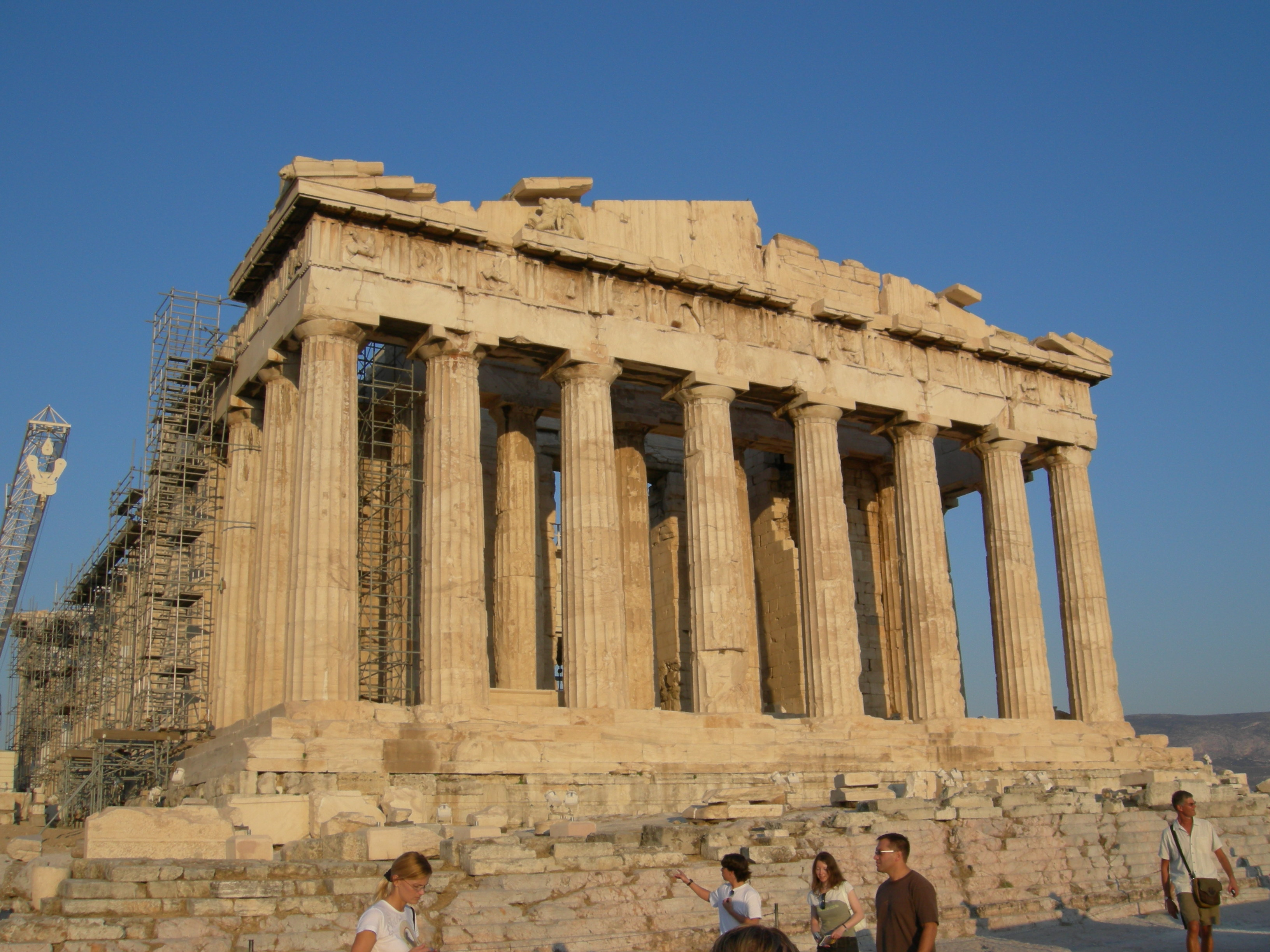
انه من أعوام كثيرة شيء أنه شيء رائع الأردن يسمى تاريخ أو شيء من التاريخ هذا شيء تم تبنيته من أعوام كثيرة يسمى بالإنجليزي Patra وفي العربية بترا

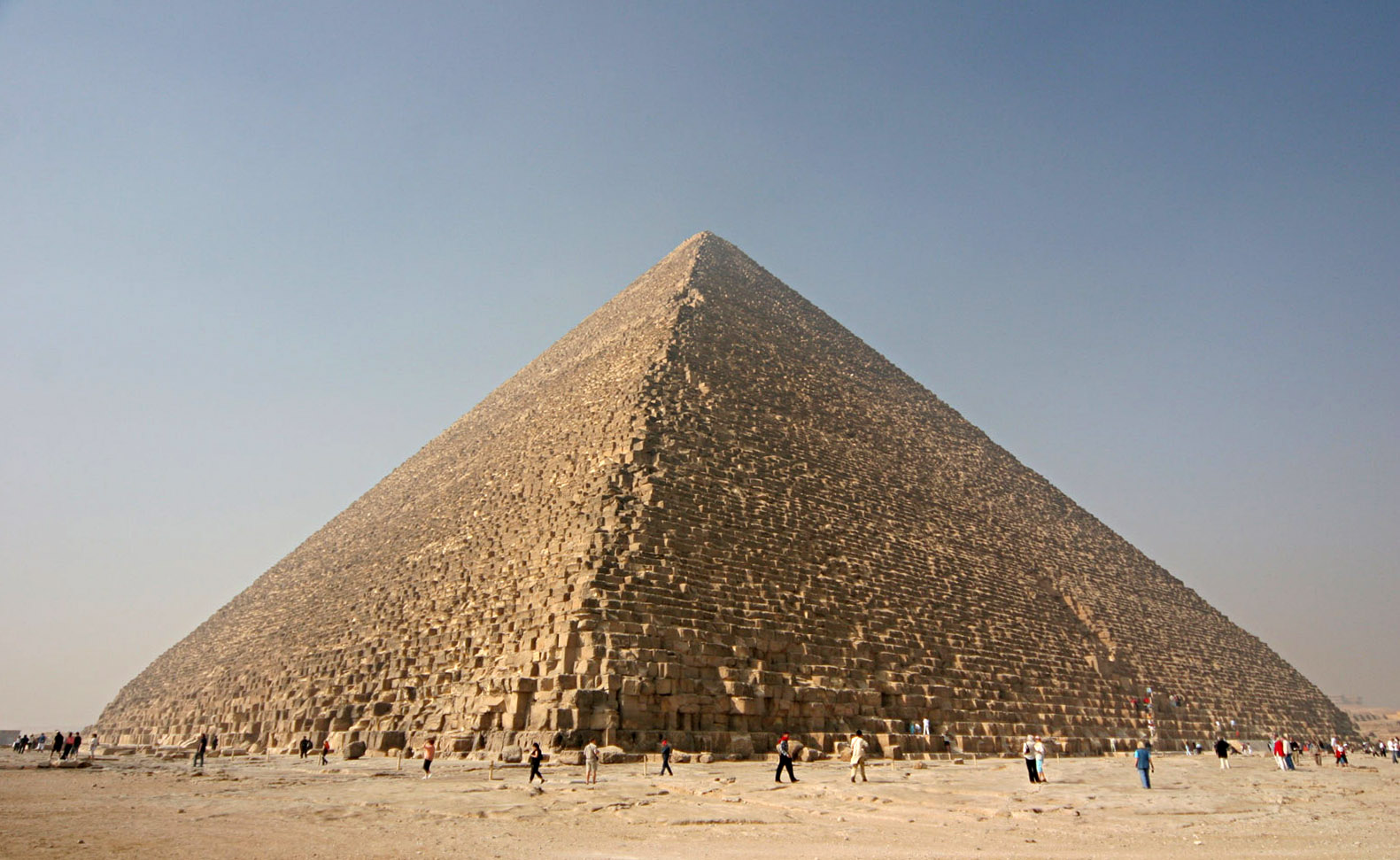
الهرم الأكبر بالجيزة والذي تم بنائه قبل 5000 سنة كمقبرة للفرعون وهي إحدى عجائب الدنيا السبع وشاهد على الحضارة المصرية القديمة منذ العصور القديمة

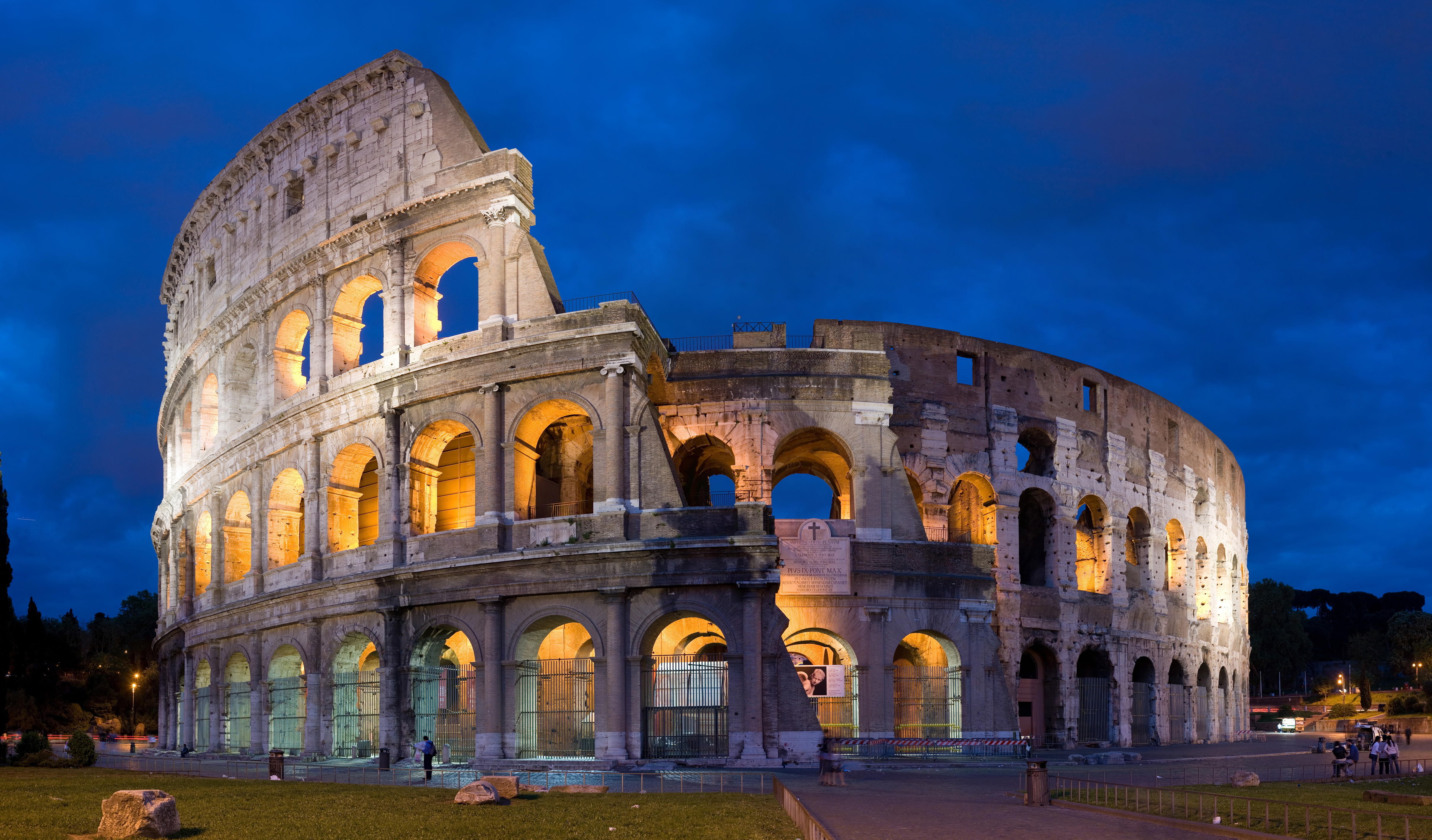
مدرج الكولوسيوم هو رمز مشهور للإمبراطورية الرومانية

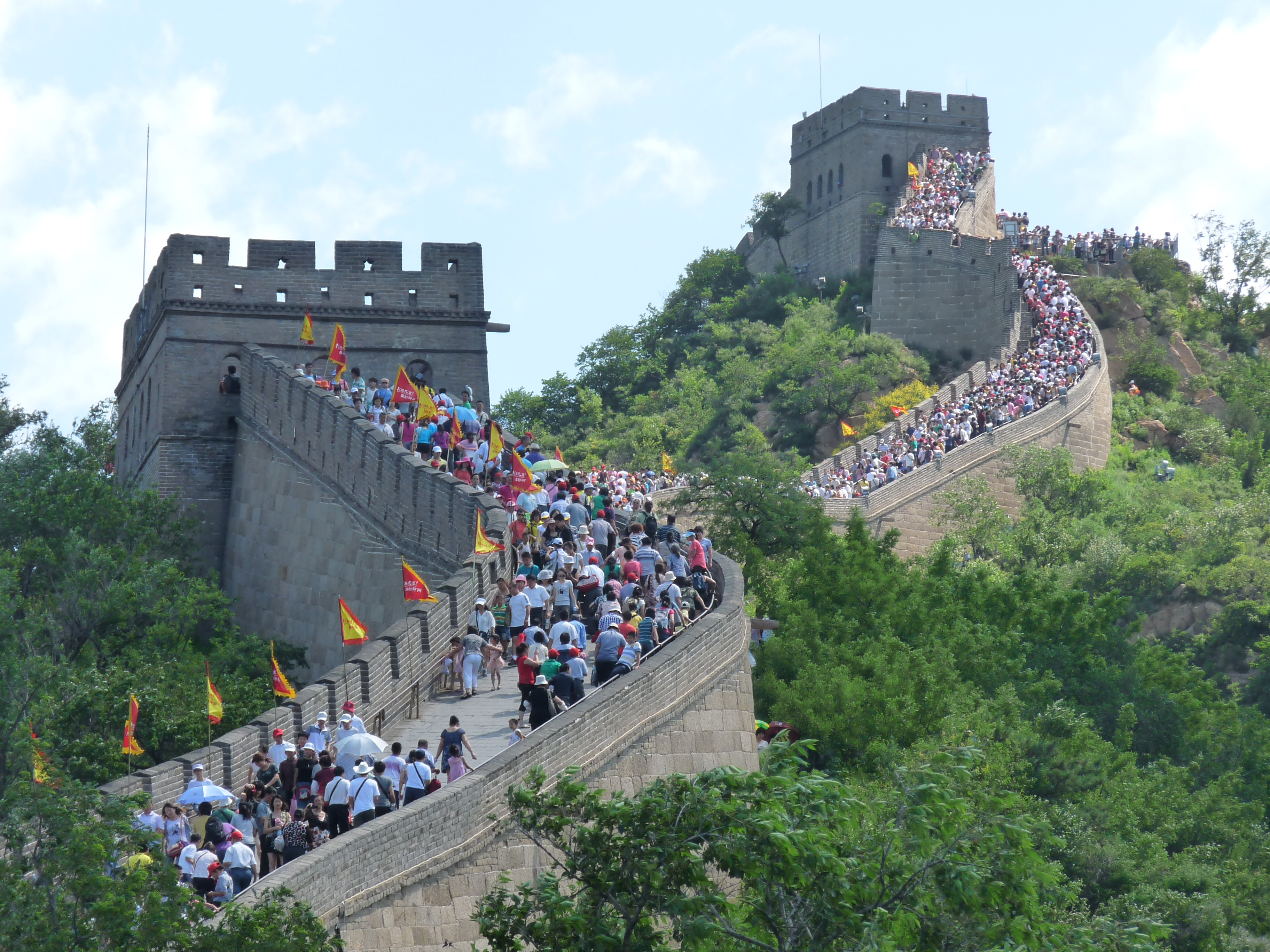
سور الصين العظيم الحصن العملاق والذي أصبح معلما أثريا للحضارة الصينية

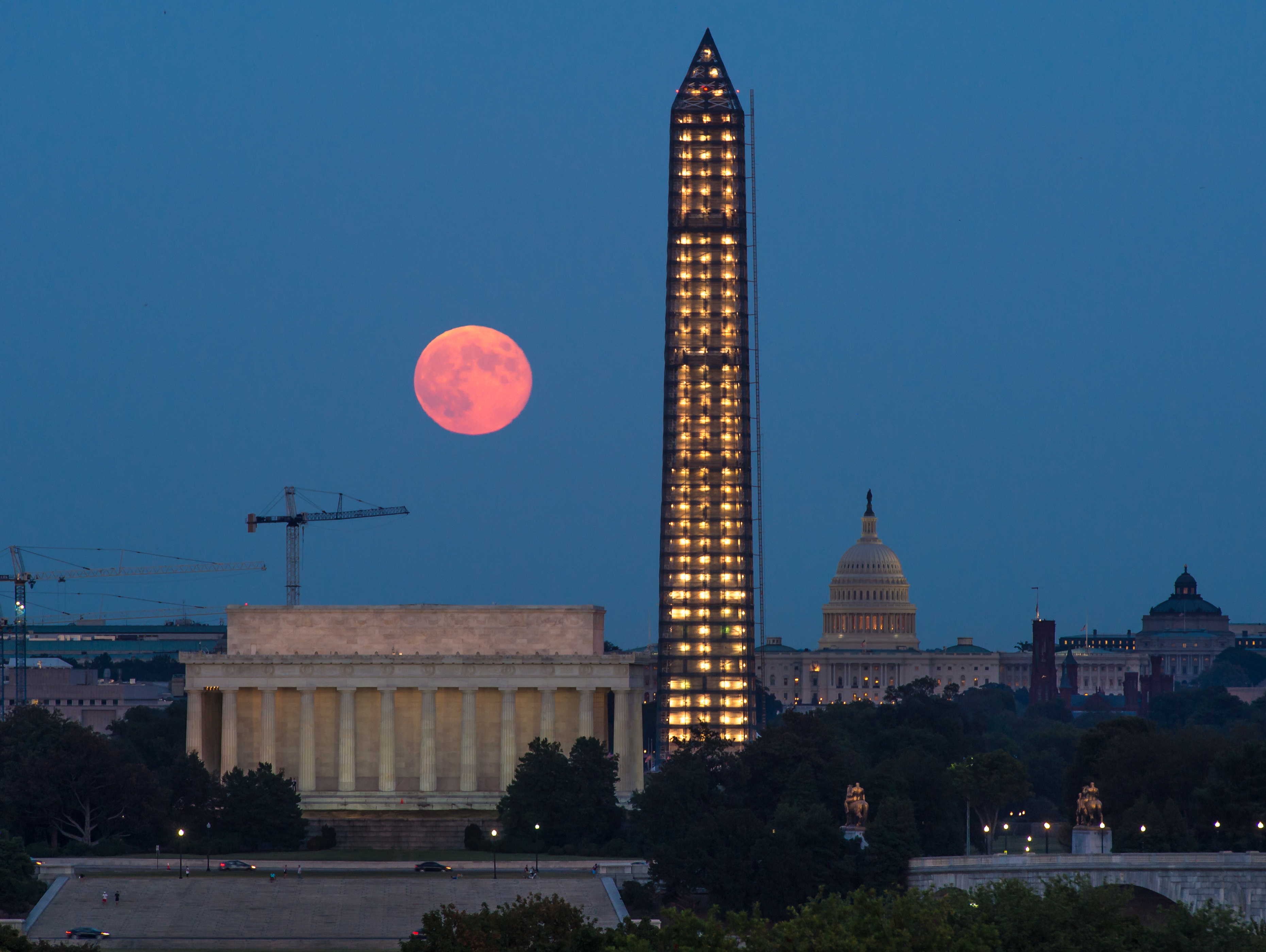
نصب لنكولن التذكاري ونصب واشنطن والكابيتول وسط واشنطن العاصمة

المعلم التذكاري أو المبنى التذكاري هو نوع من أنواع الهياكل غير المبنية إما تم إنشاؤه بشكل صريح احتفالا بشخص ما أو بحدث هام أو تلك المباني التي أصبحت هامة لمجموعة اجتماعية كجزء من ذكرى لهم من الأزمنة التاريخية أو التراث الثقافي، أو ببساطة كمثال على العمارة التاريخية.وكثيرا ما يستخدم هذا المصطلح لوصف أي هيكل أو عمل كبير في الحجم أو في التأثير وتتم حمايته وحماية قيمته التاريخية قانونيا. في كثير من البلدان تم استحداث ما يسمى في تشريع المملكة المتحدة جداول النصب والمباني التذكارية، والتي غالبا ما تشمل المباني التي شيدت حديثا نسبيا لأغراض سكنية أو صناعية، مع الأخذ في عين الاعتبار أن هذه المباني ستتحول إلى مباني تذكارية لاحقا.

## الإنشاء والأهداف
المعالم التذكارية أنشئت لآلاف السنين وهي دوما ما تكون الرموز الشهيرة للحضارة القديمة، فلقد تم إنشاء مدافن تلية الشكل (الجثوة) والدولمن وهياكل أخرى مشابهة في العديد من الثقافات ما قبل التاريخ حول العالم، وتكون اشكال المقابر الاثرية العديدة للأشخاص الأكثر ثراء وقوة مصدرا مهما للمعلومات وفنون تلك الثقافات.
وأصبحت تلك المعالم ضخمة وصعبة التدمير في المجتمعات التي كانت منظمة على نطاق واسع مثل الأهرامات المصرية والبارثينون الإغريقي وسور الصين العظيم وتاج محل الرمز الإسلامي بالهند وتماثيل المواي بجزيرة القيامة كما انها أصبحت رمزا للحضارات
وفي الاونة الأخيرة أصبحت منشآت المعالم التذكارية ايقونات ابداعية للدول القموية الحديثة كما في حالة تمثال الحرية بأمريكا وبرج ايفل بفرنسا.
تستخدم المعالم التذكارية دائما في تحسين مظهر المدينة أو المكان المحيط بتلك المعالم، فالمدن المخططة مثل واشنطن ونيودلهي وبرازيليا قد تم إنشاءها حول معالم تذكارية
اما المدن القديمة فهي تحتوي على معالم تذكارية في مواقع مهمة في تلك المدن.
وقد تعتبر المنشآت والتي أنشئت لأهداف أخرى كمعالم تذكارية حسب عمرها أو حجمها أو أهميتها التاريخية على سبيل المثال الحجم الضخم في حالة سور الصين العظيم، أو بسبب وقوع حدث بالغ الأهمية مثل مجزرة أورادور سور غلان في فرنسا
كما أن العديد من الدول تستخدم مصطلح معالم تذكارية تاريخية أو مصطلحات قريبة منها للتعريف الرسمي للمنشآت المحمية أو المواقع الأثرية والتي تكون في الأصل مباني سكنية أو غيرها من المباني. ملاحظة هم يبنون هذه الأشياء لتطوير العالم

## الحفظ والحماية
تقوم حكومات الدول بالتعهد بحماية المعالم التذكارية والتاريخية تحديدا من أعمال الهدم والإزالة وتصدر التشريعات لذلك
وتكون الدولة مسؤولة عن أعمال الصيانة والترميم لتلك المنشآت.

## الأنواع
- المباني المصممة على أنها معلم سياحي والتي تكون صفاتها مثلا أكبر أو أطول أو أضخم منشأة ومثال لذلك برج خليفة في دبي.
- الأعمدة التي غالبا ما يعلوها تمثال مثل عمود نيلسون في لندن أو عمود النصر ببرلين.
- النوافير وهي منشأ لرش المياه وتوضع في الميادين والحدائق وأخيرا على السواحل ومثال على ذلك نافورة الملك فهد.
- القصور التاريخية وهي اماكن اقامة الحكام والامراء السابقين أو اماكن اقامة الشخصيات التاريخية ومثال على ذلك قصر محمد علي بالمنيل أو قصر المصمك بالرياض.
- النصب التذكاري للجنود الذين ماتوا في الحروب مثل نصب الشهيد بالعراق ونصب الجندي المجهول بالقاهرة.
- المقابر التاريخية والتي بها قبور لاشخاص ماتوا في أحداث تاريخية مثل مقابر العلمين بمصر والتي بها رفات جنود الحرب العالمية الثانية.
- دور العبادة الإسلامية التاريخية مثل مسجد محمد علي بمصر وجامع الزيتونة بتونس.
- المسلات وهي عبارة عن أعمدة ذات جوانب أربعة وتكون نحيفة وطويلة وعليها نقوش واشتهرت بها الحضارة الفرعونية وبعض الحضارات الأخرى.

## معرض صور

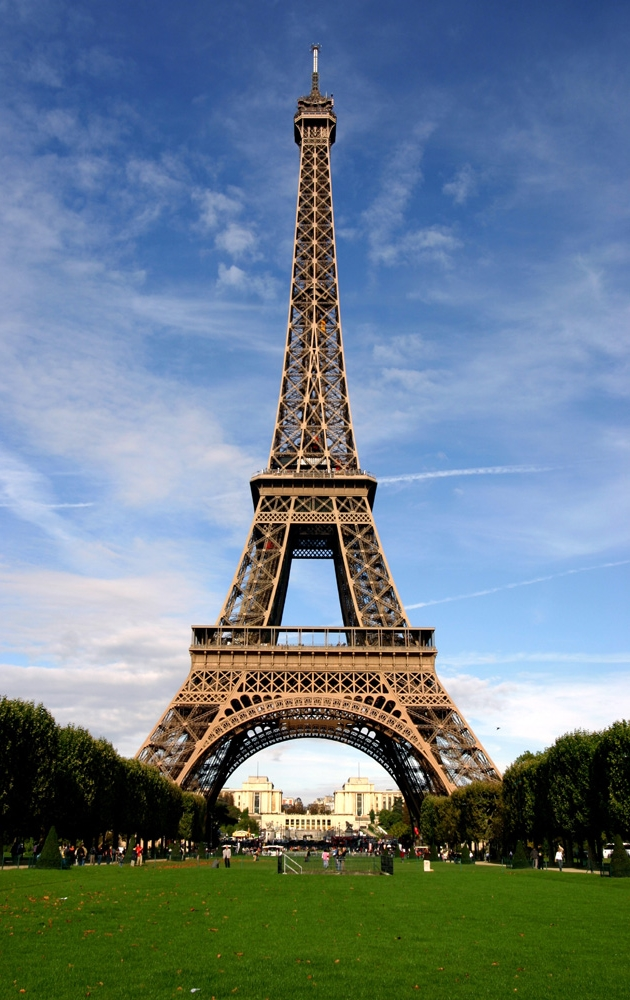
برج إيفل في باريس، مبنى تذكاري يمثل الثورة الفرنسية.
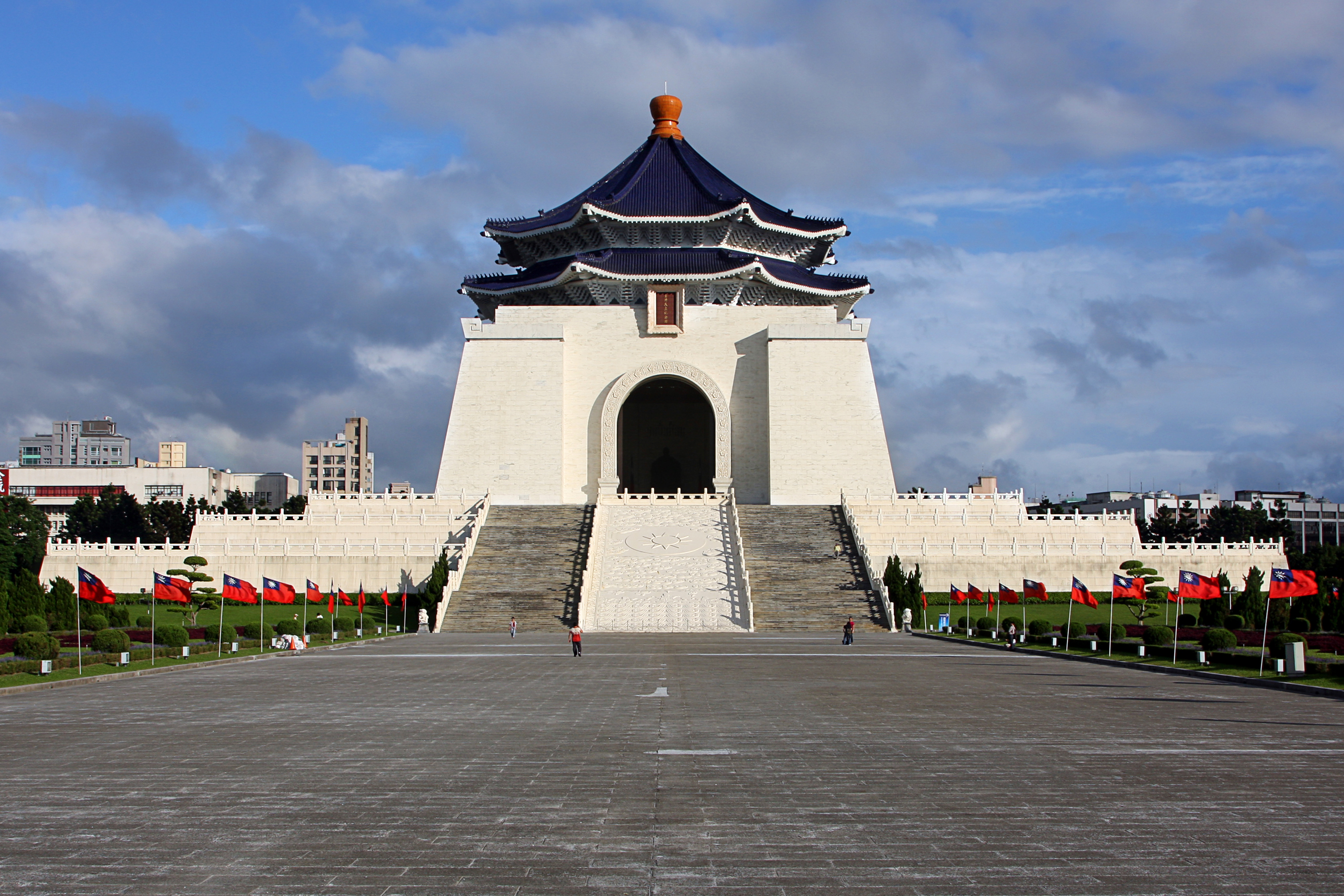
قاعة جيانغ كاي شيك التذكارية في تايبي، تايوان.
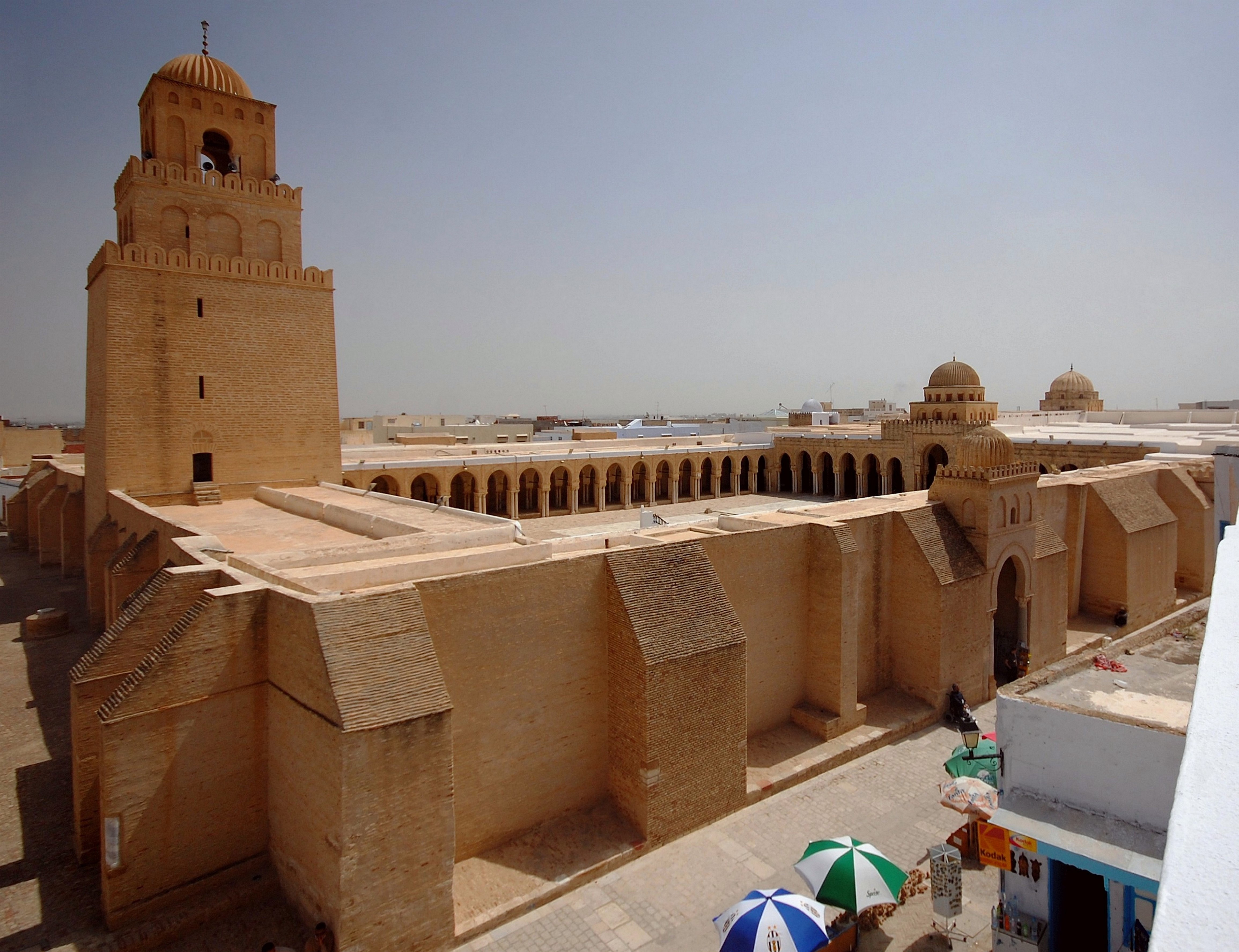
جامع عقبة بن نافع (يسمى أيضا جامع القيروان الكبير)، أول مسجد إسلامي في غرب العالم،[3] أحد أهم المباني التذكارية في الحضارة الإسلامية.[4] يقع في القيروان، تونس.
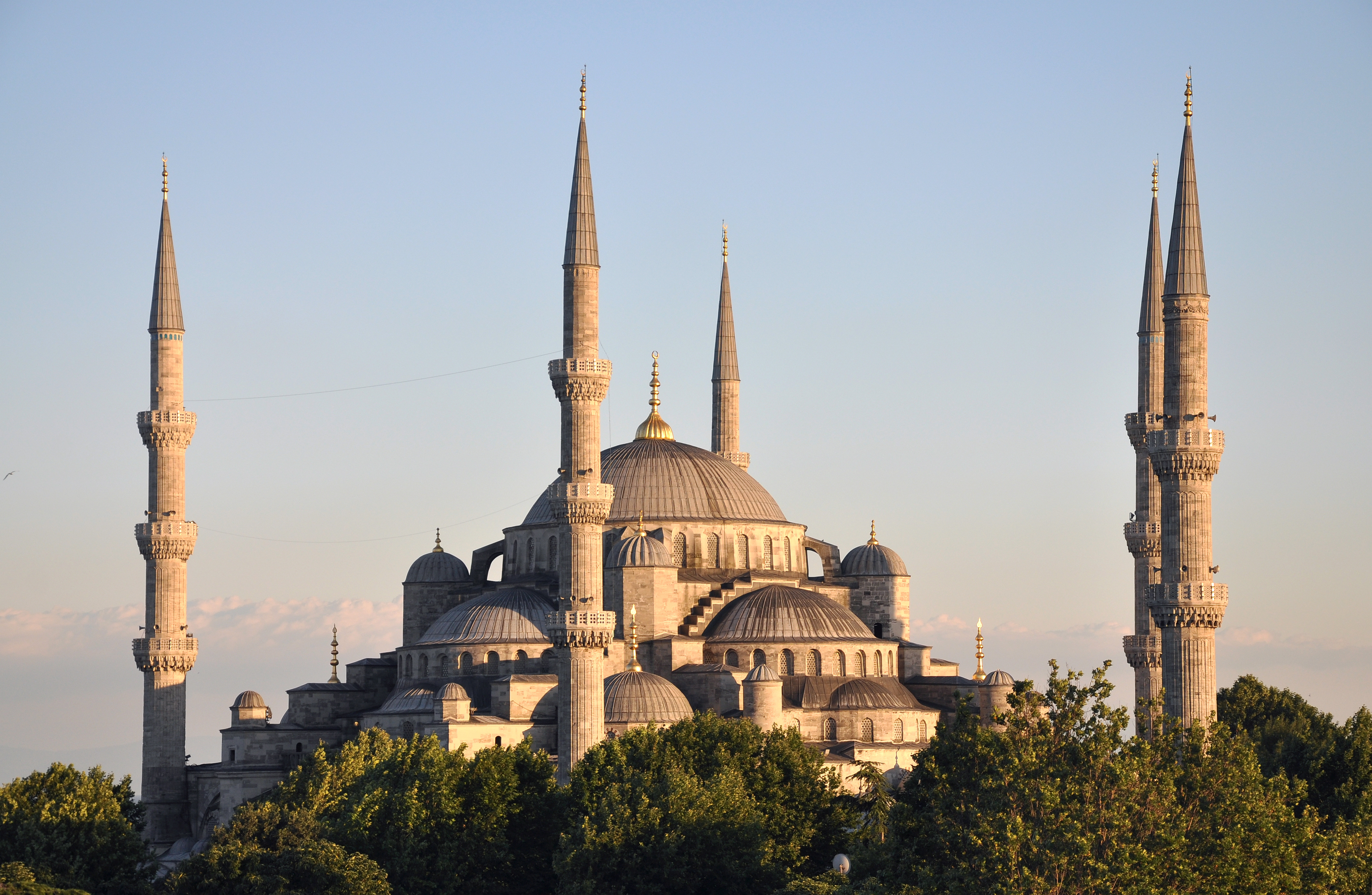
جامع السلطان أحمد في إسطنبول
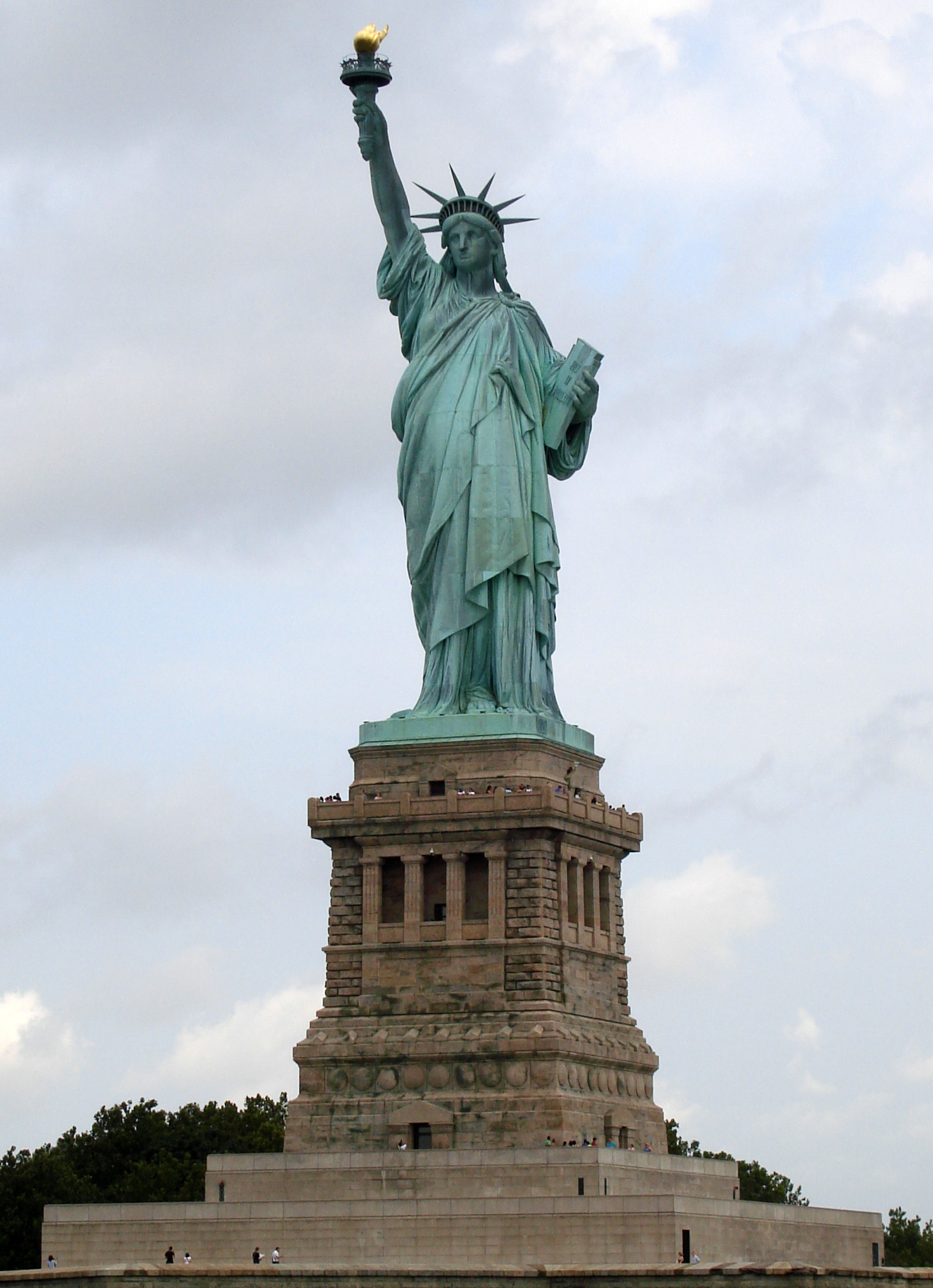
تمثال الحرية رمز استقلال الولايات المتحدة.
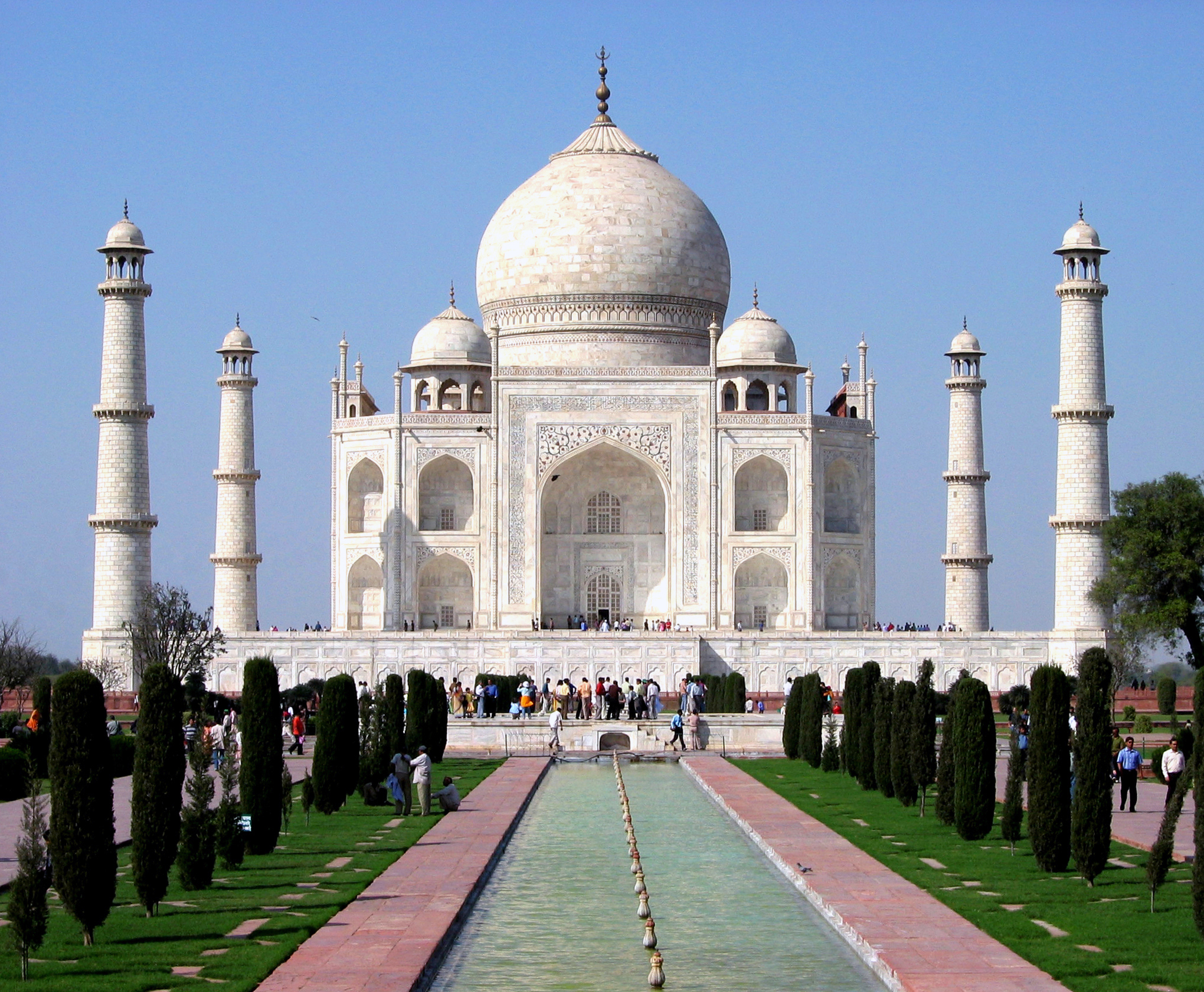
تاج محل٫ الهند. بناه شاه جهان إمبراطور إمبراطورية مغول الهند كي يكون ضريحا لزوجته ممتاز محل بعد أن توفت.
عمود تراجان رمز انتصار روما القديمة على داقية.
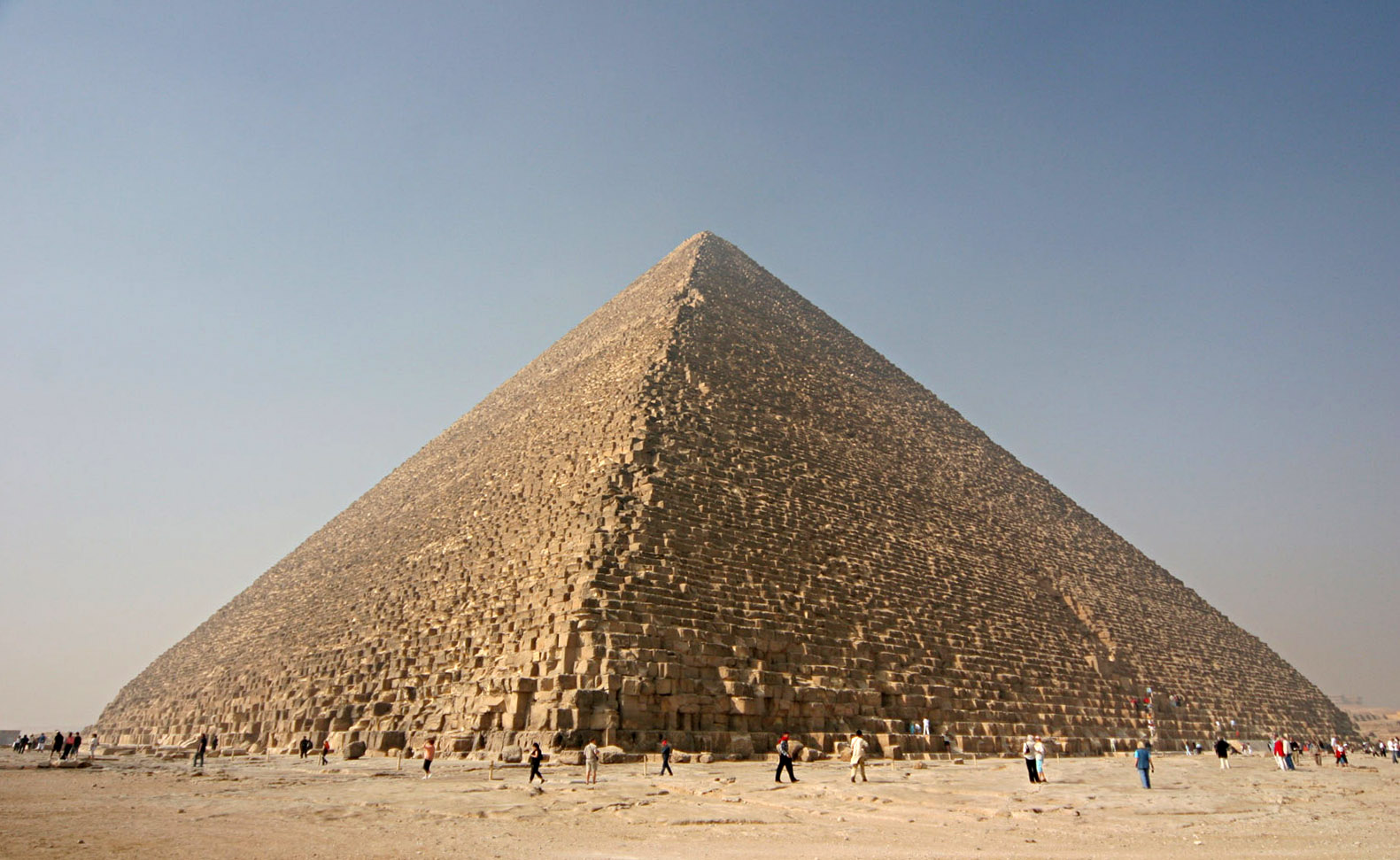
الهرم الأكبر أكبر أهرام الجيزة تم بناؤه قبل 5000 سنة كي يكون قبرا لحاكم البلاد.
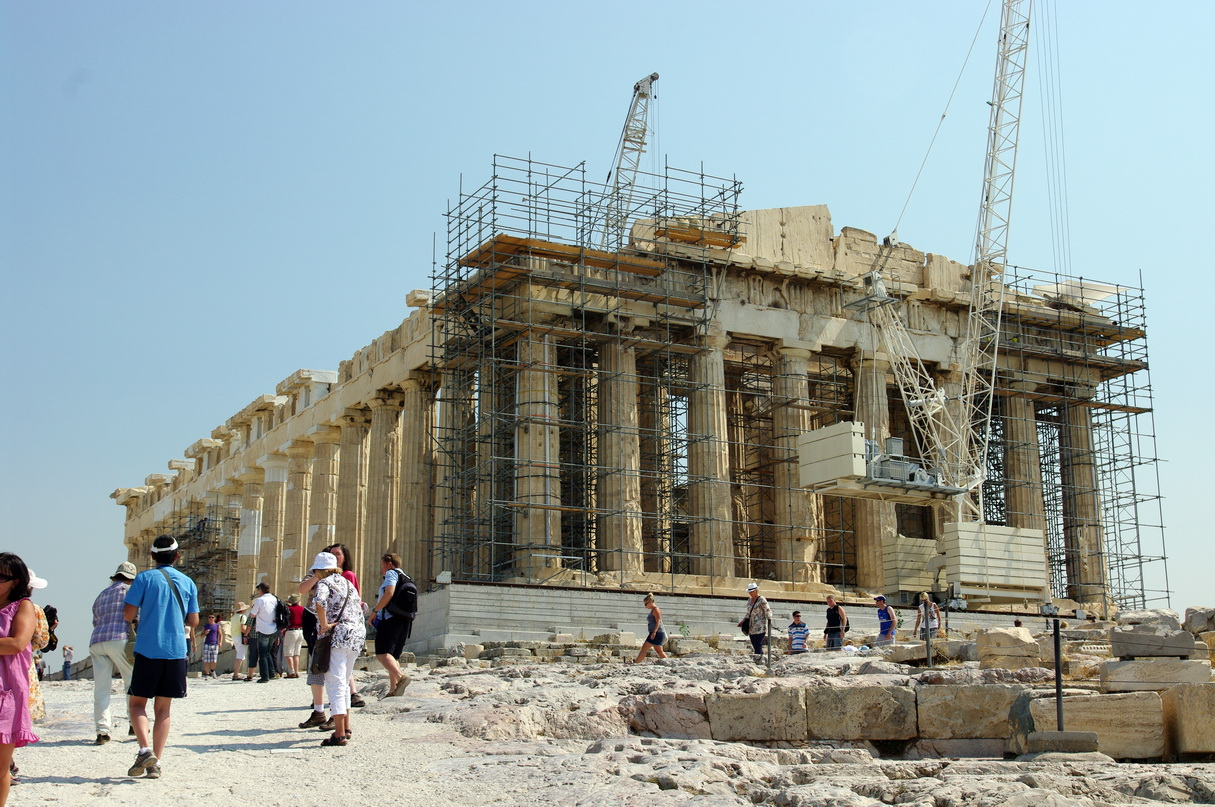
البارثينون الذي تم اعتباره رمزا لليونان القديمة
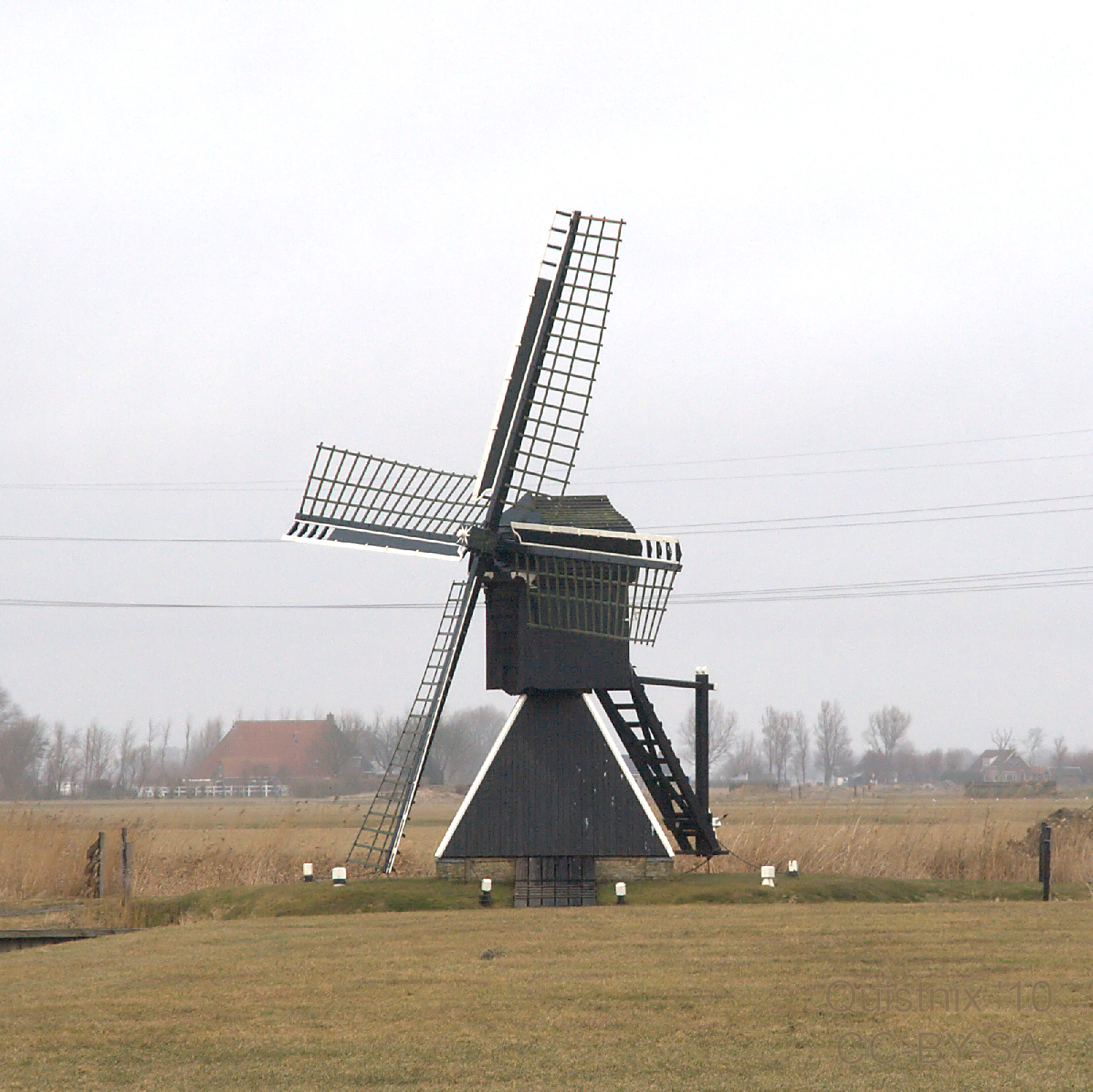
طاحونة هوائية تم بناؤها في هولندا في العام 1802 وتم اعتبارها مبنى تذكاري
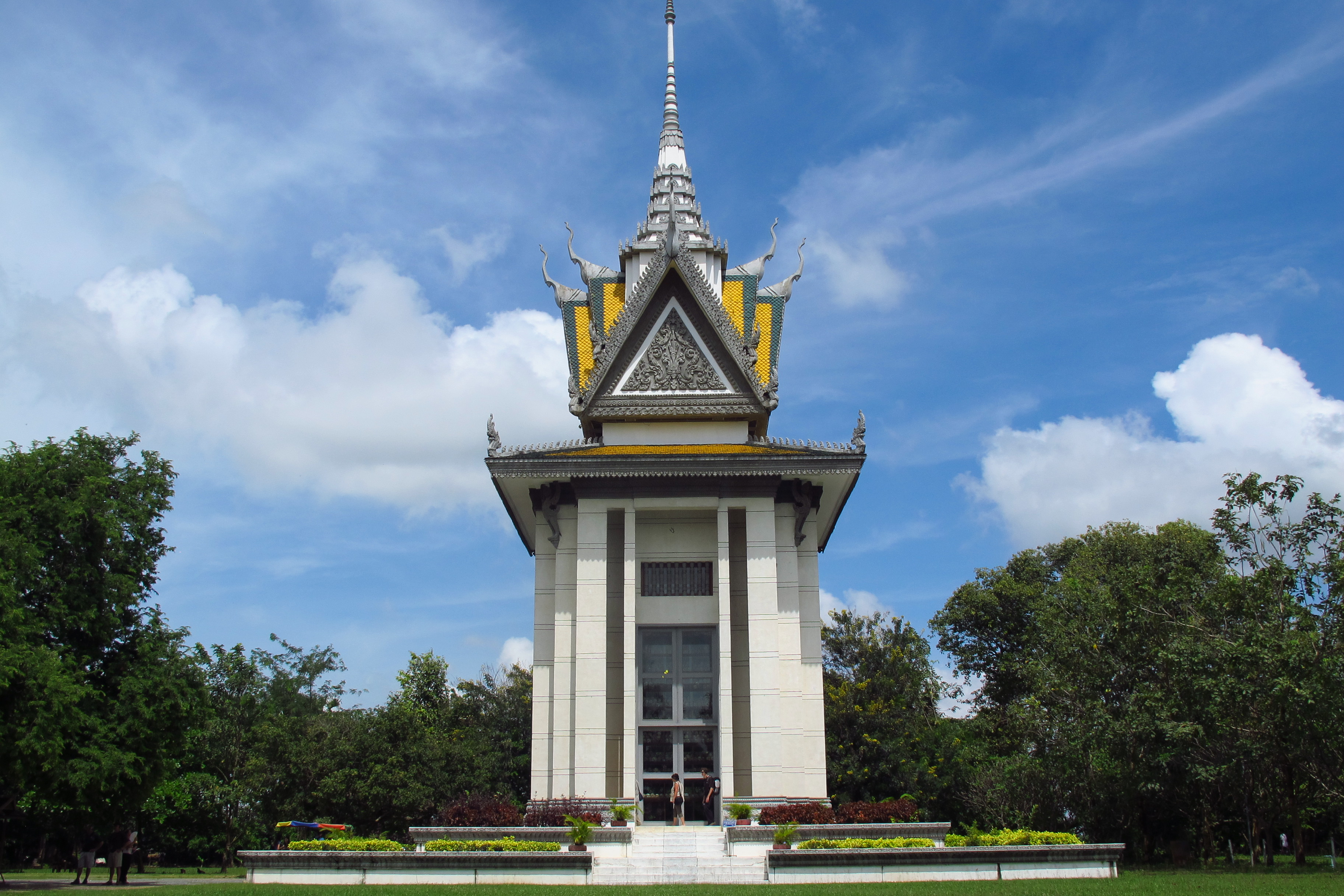
مبنى جوينغ إك التذكاري في بنوم بنه عاصمة كمبوديا